# 木下由一
木下 由一（きのした ゆいち、2月12日 - ）は、日本の漫画家。女性。
主な作品に『くろのロワイヤル』や『湯けむり球児』がある。

## 経歴

### 近況
- あらくれお嬢様はもんもんしている の連載中であった2021年1月更新分から出産のため産休に入り、同年2月3日に無事出産[2]。2022年5月から連載再開。

## 作品

### 連載
- くろのロワイヤル おはよう - 講談社〈講談社コミックス〉、既刊1巻
- 湯けむり球児 - 講談社〈イブニングコミックス〉、原作：森高夕次、全2巻
- あらくれお嬢様はもんもんしている - 講談社〈ヤンマガKCスペシャル〉、既刊8巻

### その他
- 「ボチャフライ」のイラスト （ドラゴンコレクションのレアカード）
- 図書室ではお静かに（『COMIC快楽天』2020年4月号発表、成人向け漫画）